# Sainte-Eulalie-d'Eymet

Sainte-Eulalie-d'Eymet este o comună în departamentul Dordogne din sud-vestul Franței. În 2009 avea o populație de 73 de locuitori.

## Evoluția populației
| An        | 1975 | 1982 | 1990 | 1999 | 2006 | 2009 |
| --------- | ---- | ---- | ---- | ---- | ---- | ---- |
| Populație | 98   | 93   | 79   | 77   | 71   | 73   |